# Шуруппак

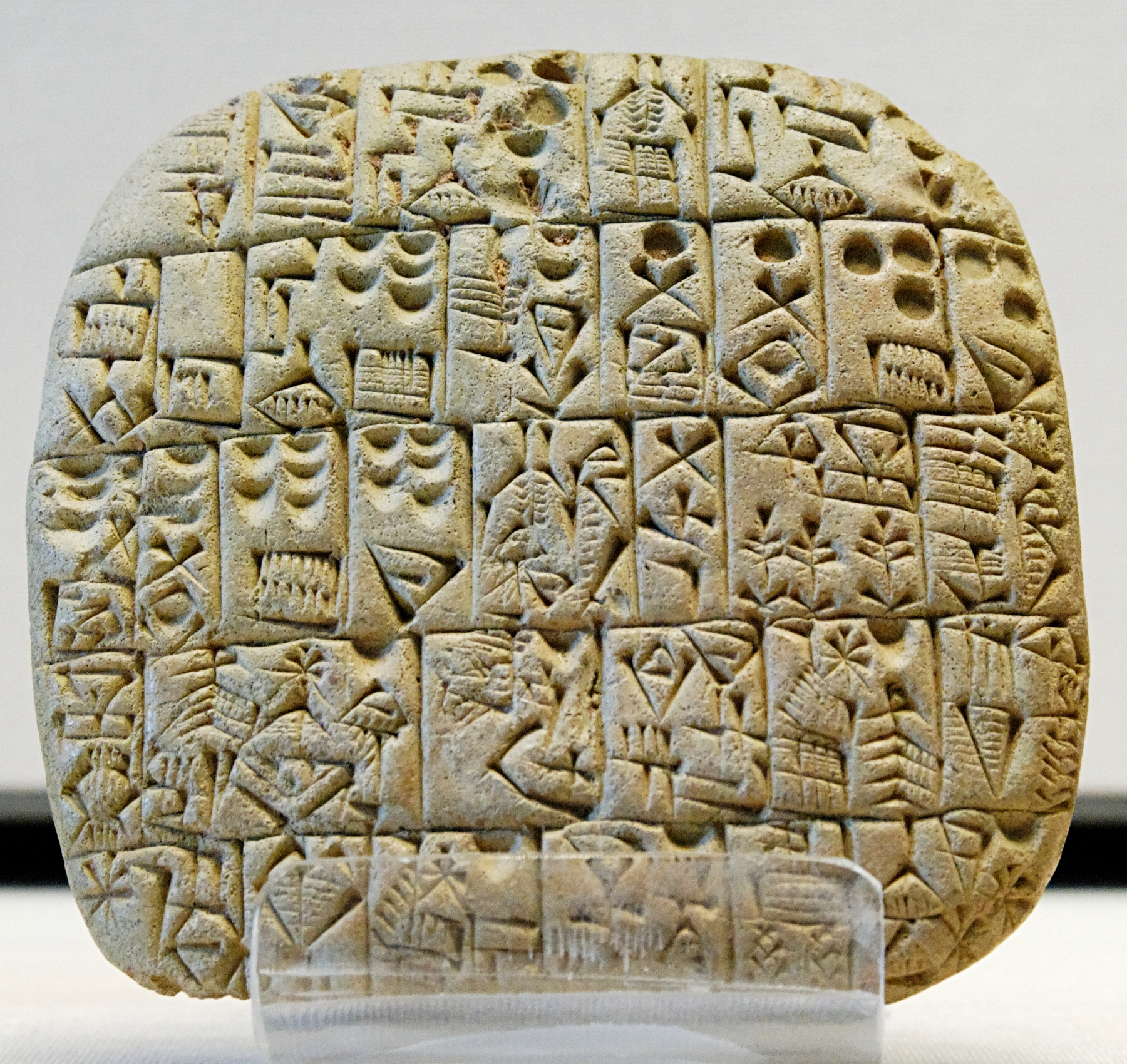
Глиняная табличка из Шуруппака,
ок. 2600 г. до н. э.

Шуруппак (шум. 𒋢𒆳𒊒𒆠, «исцеляющее место», «место полного благополучия») — древний шумерский город.
Был расположен южнее Ниппура, на берегу Евфрата. В настоящее время — городище носит название Телль-Фара, Ирак, провинция (мухафаза) Аль-Кадисия. Шумерские легенды говорят, что перед Всемирным потопом Шуруппак был построен пятым и последним после Сиппара из пяти самых важных городов этих земель того времени. Согласно литературным записям, другими главными городами самого раннего Шумера были Эриду, Бад-тибира, Ларак и Сиппар. Согласно Ниппурскому царскому списку в Шуруппаке правили 2 мифических царя, общей продолжительностью 15 шаров и 1 нер(54 600 лет), «затем потоп смыл (страну)». «После того, как потоп смыл (страну) и царство было ниспослано с небес (во второй раз), Киш стал местом престола», — повествует Ниппурский царский список. Шуруппак был посвящён Нинлиль, богине зерна и воздуха. По шумерской легенде, Шуруппак — родина мудреца Зиусудры (вавилон. Утнапиштим, библейский Ной), пережившего потоп на корабле, построенном им по совету бога.

## История
Шуруппак не имел большого политического значения, но был важен в хозяйственном отношении как центр хранения и распределения зерна. В Шуруппаке было больше зернохранилищ, чем в любом другом шумерском городе.

## Раскопки

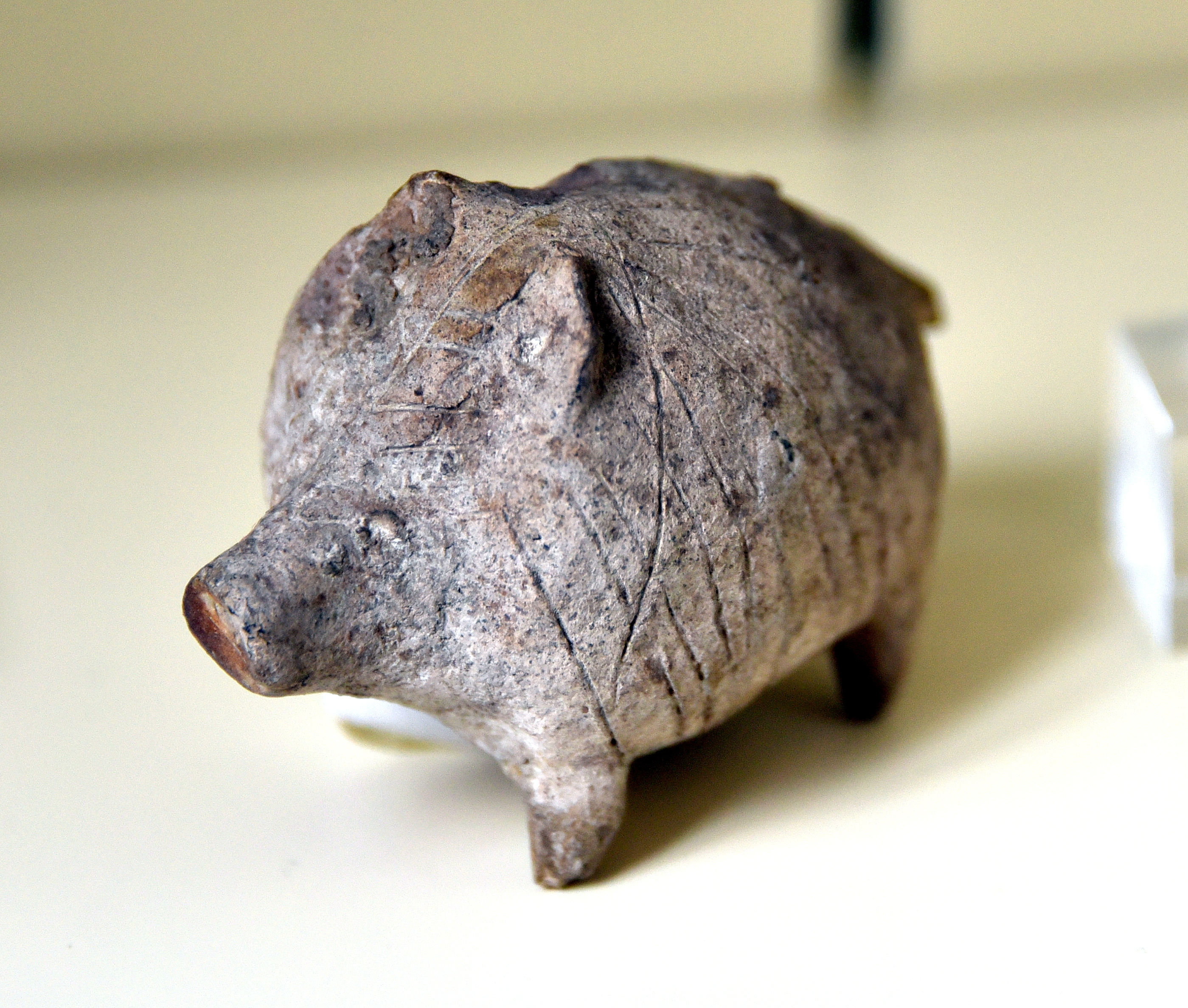
Погремушка в форме свиньи из Шуруппака, Ирак. Обожжённая глина. Раннединастический период, 2500-2350 гг. до н. э. Музей Ближнего Востока, Берлин

Древнее Междуречье

Первые раскопки проводились в 1902 году «Немецким Восточным обществом» (Deutsche Orient-Gesellschaft, тж. «Немецкое общество востоковедов»). В 1931 году группа археологов из университета Пенсильвании под руководством Эриха Шмидта проводила раскопки ещё полтора месяца.
Были обнаружены погребения, остатки жилищ, архив хозяйственных и юридических документов и учебных пособий приблизительно XXVI в. до н. э., памятники скульптуры. Самый нижний культурный слой датируется периодом Джемдет-Наср, конец 4-го тыс. до н. э. К концу 3-го тыс. до н. э. город утратил значение и вскоре был заброшен. Находки с самой поздней датировкой — одна цилиндрическая печать и несколько глиняных табличек, которые могут относиться к началу 2-го тысячелетия до н. э.
Около 3200-3000 гг. до н. э. в Шуруппаке и в некоторых других шумерских городах (Ур, Урук и Киш) произошло крупное наводнение. На глубине 4-5 метров экспедицией Шмидта был обнаружен слой речных отложений из глины и ила. Полихромная керамика из слоя ниже отложений датируется периодом Джемдет-Наср, который непосредственно предшествовал первому раннединастическому периоду. Воспоминание о «потопе» сохранилось в шумерской и аккадской мифологии:

Утнапишти ему вещает, Гильгамешу:
«Я открою, Гильгамеш, сокровенное слово
И тайну богов тебе расскажу я.
Шуруппак, город, который ты знаешь,
Что лежит на бреге Евфрата, —
Этот город древен, близки к нему боги.
Богов великих потоп устроить склонило их сердце».
(Эпос о Гильгамеше)

## Правители Шуруппака
- Убар-Туту правил — 5 шаров[3] и 1 нер[4] (18 600 лет)[4].
- Зиусудра правил — 10 шаров[3] (36 000 лет)